# Sang (Mbven)
Pour les articles homonymes, voir Sang (homonymie).
Sang est une localité du Cameroun située dans la région du Nord-Ouest et le département du Bui. Elle fait partie de la commune de Mbiame.

## Localisation
Le village de Sang est situé à environ 80 km de Bamenda, le chef-lieu de la Région du Nord-Ouest et à 264 km de Yaoundé la capitale du Cameroun. 

## Population
Lors du recensement de 2005, on y a dénombré 391 habitants dont 195 hommes et 196 femmes.

## Éducation
Il y a une école primaire Sang GS construite en 1992.